# Сидоркіно (Новосибірська область)
Сидоркіно (рос. Сидоркино) — селище у Чулимському районі Новосибірської області Російської Федерації.
Входить до складу муніципального утворення Осиновська сільрада. Населення становить 121 особа (2010).

## Історія
Згідно із законом від 2 червня 2004 року органом місцевого самоврядування є Осиновська сільрада.

## Населення
| 2002 | 2007 | 2010 |
| ---- | ---- | ---- |
| 146  | ↗157 | ↘121 |